# Influensa
Ej att förväxla med bakterien Haemophilus influenzae.
Influensa är en infektionssjukdom orsakad av influensavirus, en grupp virus i familjen ortomyxovirus. Influensa är en sjukdom som ska betecknas som en zoonos, det vill säga en sjukdom som smittar mellan människa och annat djurslag. Influensa i olika former drabbar regelbundet människor och andra djur, främst fåglar, svin och hästar. Influensavirus är som regel artspecifika, men viruset kan förändras genom mutation eller genom att kombinera sig med andra subtyper av influensavirus. Detta gör att de kan överföras från en art till en annan.

## Symptom
Tiden från smittotillfället med influensavirus till tidpunkten då influensan ger symptom, det vill säga inkubationstiden, är 1–4 dagar men oftast 1–2 dagar. De flesta som smittas har inga symptom av infektionen. Symptomen kommer plötsligt och innefattar vanligen hög feber, frossa, muskelvärk, sjukdomskänsla, samt förkylningssymptom såsom hosta och rinnande näsa. Illamående, kräkningar och diarré är också vanligt. Symptomen varar vanligen i 2–8 dagar. Allvarlig sjukdom kan leda till virusorsakad lunginflammation, som i en tredjedel av fallen kan utvecklas till en lunginflammation med pålagring av bakterier.

## Spridning

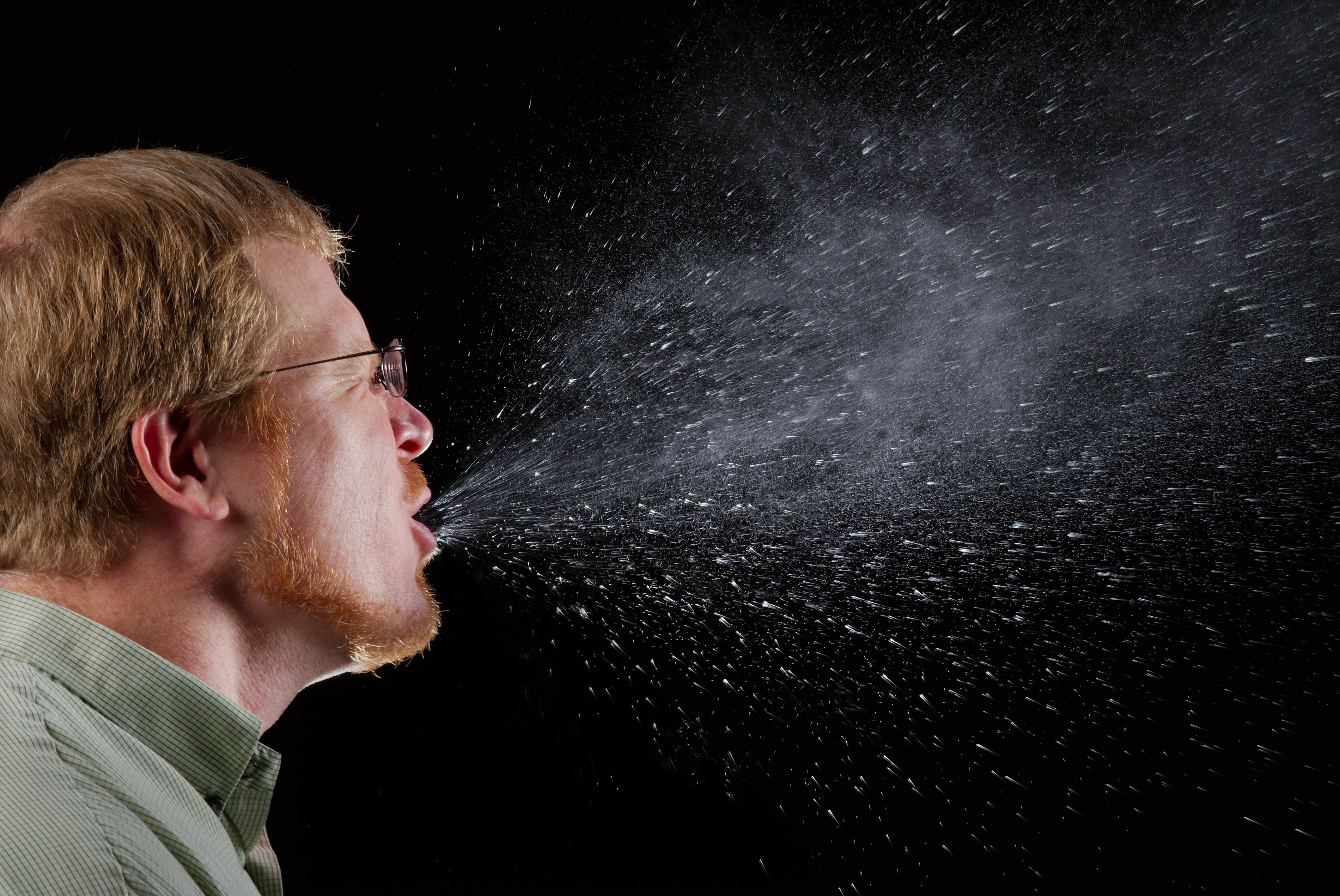
Nysning kan sprida influensa.

Spridningen av influensaviruset (den period då en person kan smitta en annan person) börjar dagen innan symptomen uppkommer och virus sprids sedan mellan fem och sju dagar, även om vissa personer kan sprida viruset under längre perioder. Personer som blivit smittade av influensaviruset är som mest smittsamma mellan den andra och tredje dagen efter smittotillfället. Mängden virus som sprids tycks hänga samman med feber och när kroppstemperaturen är som högst sprids det mest virus. Barn är mycket smittsammare än vuxna och sprider viruset från strax innan de utvecklar symptom till två veckor efter infektionen. Spridningen av influensa kan beräknas med hjälp av matematiska modeller vilket hjälper till att förutse hur viruset kommer att spridas bland befolkningen.
Influensa sprids huvudsakligen på tre olika sätt: genom direkt spridning (då en infekterad person nyser och den personens slem kommer direkt in i en annan persons ögon, näsa eller mun); genom luften (då någon andas in aerosol som kommer ut då en smittad person hostar, nyser eller spottar); samt genom att man tar med sin hand antingen på ögonen, näsan eller munnen efter att ha vidrört en yta som blivit kontaminerad eller direkt från en smittad person genom exempelvis ett handslag. Hur viktig de tre olika delarna är i förhållande till varandra vid spridningen av smittan är oklart.
Influensaepidemier slår ofta till under vinterhalvåret och varar upp till 16 veckor. En vanlig förklaring till att influensan ofta bryter ut på vintern skulle kunna vara att människan då i större utsträckning vistas tillsammans inomhus. Nyare forskning visar att både luftfuktighet och temperatur också påverkar virusspridningen. Idealiskt väder för influensavirusen är 5 plusgrader och låg luftfuktighet. Kyla och torr luft gör att den som är infekterad alstrar nya virus under längre tid. I kylan stelnar också slemhinnan i näshålan, och näsans flimmerhår som ska hålla inkräktare borta rör sig trögare än vid varmare temperaturer. Hög luftfuktighet och sommarvärme motverkar däremot virusspridning. Den höga lufttemperaturen mjukar upp slemhinnorna, och hög fuktighet gör att virus kapslas in i vätska, något som minskar risken för luftburen smitta.

## Epidemiologi

### Säsongsinfluensa
Influensa orsakar årligen återkommande epidemier, av vilka vissa får stor spridning globalt och utvecklas till pandemier. Det sker i regel vid spridning av nya influensastammar som människor saknar antikroppar mot. Läkemedelsverket har i samarbete med Referensgruppen för antiviral terapi (RAV) och inbjudna experter tagit fram behandlingsrekommendationer för den årliga återkommande influensan ("säsongsinfluensan"). Efter de ofta pandemiska utbrotten via nya virusstammar återkommer de under en längre tid via årliga, mindre svåra säsongsinfluensor.
Under en normal säsongsinfluensa insjuknar en stor del av världens befolkning, av vilka över 300 000 avlider. Dödligheten i säsongsinfluensa är ofta cirka 1 promille (gällde även influensapandemierna 1957 och 1968), medan andra pandemier med nya virusstammar har en cirka tio gånger högre dödlighet (gällde 2009 års svininfluensapandemi). I USA insjuknar årligen mellan 3 och 11 procent, vartill tillkommer cirka 10 procent av befolkningen som smittas utan att få några sjukdomssymptom.
Ett vanligt år dör några hundra till några tusen personer i Sverige,, säsongen 2017/2018 avled ca 3 000 personer av influensa, de flesta inte av själva influensainfektionen utan av följdsjukdomar som lunginflammation, hjärtinfarkt och hjärtsvikt. Närmare 90 procent av dem som dör är över 75 år.
Under vinterhalvåret 2020–2021 uteblev säsongsinfluensan över stora delar av norra halvklotet, liksom för övrigt även de andra två säsongsjukdomarna RS-virusinfektionen och vinterkräksjuka. Folkhälsomyndigheten rapporterade endast 29 laboratorieverifierade influensafall i Sverige mot det vanliga antalet, som kan variera mellan 8 000 och 14 000. Det historiskt låga antalet bedöms bero på informationskampanjer och åtgärder mot covid-19, som förändrat människors beteenden med minskad smittspridning som följd.

## Förebyggande

### Vaccin
I mitten av februari varje år fattas ett beslut inom Världshälsoorganisationen (WHO) om vilka virusstammar nästa säsongs vaccin ska ge skydd för. Beslutet baseras på information som insamlas från nationella smittskyddsorgan och som bearbetats inom regionala WHO-laboratorier för olika världsdelar. Det rör sig alltså om en kvalificerad gissning om vilka stammar som kan utbreda sig fram till nästa influensasäsong på norra halvklotet. Det tar sedan ett halvt år att odla fram tillräckligt stora mängder av det nya vaccinet.
Rekommendationer om vilka som bör ta vaccinet varierar mellan olika länder. I Sverige rekommenderar Folkhälsomyndigheten att vissa riskgrupper som anses löpa en större risk att drabbas särskilt allvarligt av en influensasjukdom vaccinerar sig årligen mot influensa.

## Systematik
Det finns fyra arter av influensavirus. Varje art utgör den enda arten i sitt släkte. De fyra influensasläktena utgör fyra av de sju släktena inom virusfamiljen Orthomyxoviridae:
- Influensa A, släkte Alphainfluenzavirus
- Influensa B, släkte Betainfluenzavirus
- Influensa C, släkte Gammainfluenzavirus
- Influensa D, släkte Deltainfluenzavirus

Influensa A står för de flesta infektioner och står för epidemier och pandemier av influensa. Influensa A delas in i flera undertyper och klassificeras efter variationen av två olika ytproteiner (antigener) som finns på ytan av viruset. Dessa är hemagglutinin (H) och neuraminidas (N), som vardera finns i 16 respektive 9 varianter. Detta borgar för minst 144 olika virustyper. Proteinerna påverkar virusets förmåga att tränga in i celler, samt för frigörandet av nya viruspartiklar. Virusen namnges efter hur de olika typerna av dessa protein kombineras. Det vill säga H1N1 består av den första upptäckta typen av proteinet hemagglutinin, och den första kända typen av proteinet neuraminidas
Influensa B infekterar främst människor och kan ge lokal eller regional spridning. Influensa C förekommer också främst hos människor och ger vanligen inga symptom eller milda förkylningslika symptom. Influensa D har inte visats orsaka sjukdom hos människor.

## Namn
Namnet på sjukdomen är baserat på medeltidslatinets influentia, "att flöda in i". Ordet var ursprungligen en term från astrologin, eftersom dåtidens astrologer antog att himlakropparna producerade flytande ämnen i samband med vissa konstellationer. Dessa ämnen skulle också starkt påverka människor. I början av 1500-talet användes det italienska ordet influenza för första gången i skriven text i samband med en sjukdom som man ansåg var orsakad av inflytandet (ett svenskt ord som lånats in 1749 som översättningslån från latin) från stjärnor.
I svensk skrift introducerades ordet influensa 1783, då via italienskans influenza. Stavningen är än idag den vanliga i exempelvis engelska (vid sidan om kortformen flu), men i vissa språk används andra ord. Ryskans грипп (gripp), efter ordet för heshet (chripu), exporterades bland annat till tyska (die Grippe) och franska (la grippe) och noterades som gripp i svensk skrift 1788, parallellt med influenza.
Engelskans kortform flu motsvaras på svenska närmast av vardagsförkortningen flunsa eller flunsan.

## Historia
Den av Hippokrates beskrivna Perinthushostan 412 före Kristus kan vara det första skriftliga omnämnandet av en influensa. En epidemi drabbade romarna under belägringen av Syrakusa 212 före Kristus. Under 800-talet drabbades Karl den stores trupper av "febris italica".
Influensaviruset kan ha förekommit hos människan i tusentals år. Redan Hippokrates beskriver cirka 400 f.Kr. något som kan ha varit en influensaepidemi. 1510 kom den första epidemin som någorlunda säkert var influensa (rapporterad från Spanien, Italien, Ungern, Tyskland, Frankrike och England). Minst tre pandemier per århundrade drabbade världen under 1700-, 1800- och 1900-talen. De fyra senaste större pandemierna, Ryska snuvan 1889–92, Spanska sjukan 1918–20, Asiaten 1957–58 samt Hongkonginfluensan 1968–70, uppvisar både likheter och skillnader. De drabbade världen med en initial våg av samtida insjuknanden, som pågick med störst intensitet under sex till åtta veckor, varefter infektionen fortskred i mindre omfattning under flera månader. Influensan återkom sedan i flera vågor.
Richard Pfeiffer trodde sig 1892 ha funnit influensans orsak i influensa-bakterien, Haemophilus influenzae. Han upptäckte dock senare att den i stället orsakades av ett virus.
Epidemierna får ofta namn efter orten där forskarna identifierat och isolerat viruset. Detta gäller många i nedanstående lista av epidemier/pandemier:
- 1889–1892 – Ryska snuvan (cirka 1 miljon döda)
- 1918–1920 – Spanska sjukan (50–100 miljoner döda)
- 1957–1958 – Asiaten  (1–4 miljoner döda)
- 1968–1970 – Hongkonginfluensan (1 miljon döda)
- 2009 – H1N1-pandemin 2009 ("svininfluensan"; 150 000–575 000 döda[35])

## Hos djur
Influensa finns som permanent smitta med global utbredning hos tre däggdjur.
- människa
- häst – se hästinfluensa
- svin – se svininfluensa

Influensa förekommer också lokalt eller har förekommit under perioder hos andra djurarter som exempelvis mink, valar, sälar, hundar och katter.
Influensavirus typ A orsakar influensa hos en mängd däggdjur, inklusive människan. Influensavirus typ B är bara kända att orsaka influensa hos människan och sälar, medan Influensavirus typ C bara är känd att orsaka influensa hos människan och grisar.
Alla subtyper av influensavirus typ A förekommer också hos vilda fåglar och då främst hos andfåglar. Detta gör att man också kallar influensa som orsakas av influensvirus typ A för fågelinfluensa.

## Regeringsuppdraget mars 2025
Sjukvårdsminister Acko Ankarberg Johansson gav i mars 2025 Myndigheten för vård- och omsorgsanalys i uppdrag att kartlägga kunskapsstyrningen i andra länder gällande ”sjukdomar eller tillstånd med svagt kunskapsläge” som Postcovid och liknande tillstånd som ME/CFS, PANS/PANDAS och POTS. Man nämner även långvariga besvär efter Sepsis och Influensa.